# Tu defecto es el mio
«Tu defecto es el mio» es una canción de No Te Va Gustar del álbum Por lo menos hoy, compuesta por Emiliano Brancciari. El tema dice que luego de un tiempo de que la relación haya terminado el cambia y que ya no siente lo mismo por ella o ya no sabe que hacer, no tiene orientación ni dirección, no sabe a donde ir o a donde parar. Como pasa el tiempo y no puedo retroceder "ya no se bien lo que siento o es que no quiero volver".